# Воденичане
Воденичане (болг. Воденичане) — село в Болгарии. Находится в Ямболской области, входит в общину Стралджа. Население составляет 427 человек.

## Политическая ситуация
В местном кметстве Воденичане, в состав которого входит Воденичане, должность кмета (старосты) исполняет Виолета Костадинова Мирчева (Болгарская социалистическая партия (БСП)) по результатам выборов.
Кмет (мэр) общины Стралджа — Митко Панайотов Андонов (Болгарская социалистическая партия (БСП)) по результатам выборов.